# Stefan Grabowski (pułkownik)
Stefan Bernard Grabowski (ur. 1 września 1877 w maj. Turna, zm. 22 grudnia 1946) – pułkownik kawalerii Wojska Polskiego, hrabia.

## Życiorys
Urodził się 1 września 1877 w majątku Turna, w ówczesnym powiecie brzeskim guberni grodzieńskiej, w rodzinie Michała Maksymiliana hr. Grabowskiego h. Oksza (1845–1918) i Marii Teofili Eugenii ze Światopełk-Zawadzkich h. Lis (1850–1920). Był bratem oficerów kawalerii Wojska Polskiego: Seweryna Sewera (1874–1947), podpułkownika, Eugeniusza Anastazego (1876–1952), podpułkownika, Zygmunta Piotra Idziego (1880–1954), rotmistrza, Henryka (1884–1944), majora i Emila (1886–1944), majora.
17 grudnia 1917 roku we wsi Tatarkopczak pod Bołgradem w Besarabii przystąpił do formowania dywizjonu kawalerii złożonego z Polaków-ochotników z rosyjskiej 8 Dywizji Kawalerii, Izmailskiej Brygady Pogranicznej i Czarnomorskiego Pułku Jazdy. 30 stycznia 1918 roku dowodzony przez niego pododdział został przemianowany na 6 pułk ułanów, a on sam mianowany dowódcą pułku. W końcu marca 1918 roku opuścił pułk.
W latach 1919–1920 był zastępcą dowódcy 10 pułku ułanów. Od kwietnia 1919 roku czasowo pełnił obowiązki dowódcy tego pułku. Wyróżnił się 29 lipca 1919 pod Chotową i 1 października tego roku, kiedy wykonując z powodzeniem trudne zadanie nawiązania łączności z 9 Dywizją Piechoty i współdziałania z nią zdobył, prawie bez strat, Kaszewicze, Łuczyce, Kapcewicze i Kopatkowicze. Za te czyny był przedstawiony do odznaczenia Orderem Virtuti Militari. 11 czerwca 1920 został zatwierdzony z dniem 1 kwietnia 1920 w stopniu podpułkownika, w kawalerii, w grupie oficerów byłych Korpusów wschodnich i byłej armii rosyjskiej. 24 lipca 1920 roku w Radziwiłłowie objął dowództwo 6 pułku ułanów. 1 lipca 1924 ówczesny dowódcy I Brygady Jazdy, pułkownik Janusz Głuchowski sporządził wniosek na odznaczenie pułkownika Grabowskiego Orderem Virtuti Militari za czyny bojowe na stanowisku dowódcy 6 pułku ułanów.
3 maja 1922 roku został zweryfikowany w stopniu pułkownika ze starszeństwem z dniem 1 czerwca 1919 i 22. lokatą w korpusie oficerów jazdy (od 1924 – kawalerii). 1 czerwca 1924 roku został mianowany dowódcą XI Brygady Kawalerii w Augustowie. Dowodząc brygadą pozostawał oficerem nadetatowym 6 pułku płanów w Stanisławowie. Z dniem 30 września 1927 został przeniesiony w stan spoczynku. Na emeryturze mieszkał w Warszawie. W 1934, jako oficer stanu spoczynku pozostawał w ewidencji Powiatowej Komendy Uzupełnień Warszawa Miasto III. Posiadał przydział do Oficerskiej Kadry Okręgowej Nr I. Był wówczas „przewidziany do użycia w czasie wojny”.
Zmarł 22 grudnia 1946.

## Ordery i odznaczenia
- Złoty Krzyż Zasługi – 18 stycznia 1926 „za zasługi położone na polu wyszkolenia armji”[23][24]
- Order Świętej Anny 3 stopnia (miecze z kokardą – 16 stycznia 1917[25])